# Hovdjur

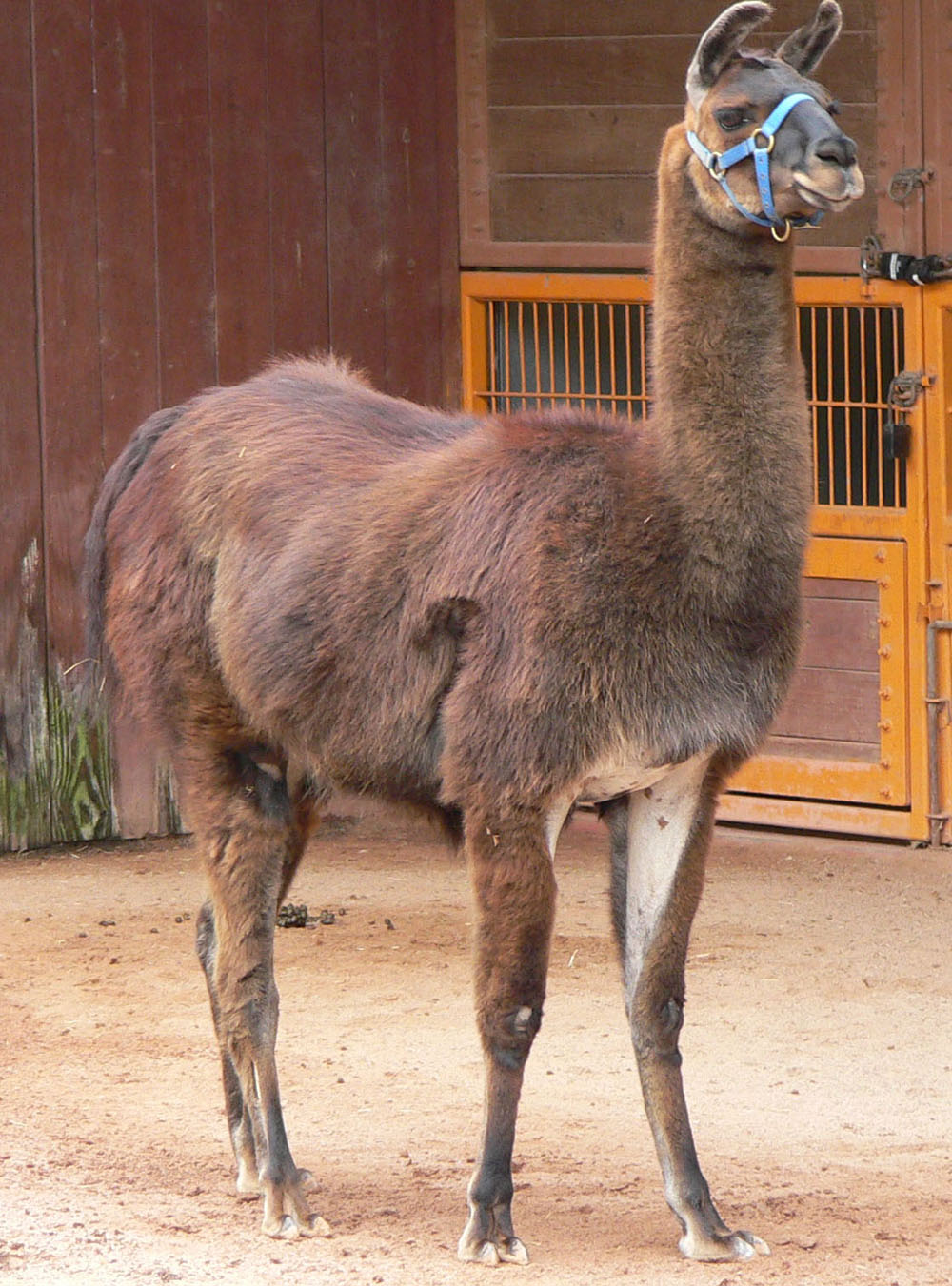
En lama

Hovdjur, ungulater, är ett sammanfattande namn på de ordningar däggdjur som har hovar eller klövar på fötterna. Idag avses med namnet hovdjur främst partåiga hovdjur och uddatåiga hovdjur.

## Diskussioner om hovdjurens status som systematisk grupp
Det är fortfarande omstritt huruvida hovdjur utgör en naturlig systematisk grupp (ett monofyletisk taxon) eller ej. Carl von Linné etablerade 1766 ordningen "hovdjur" i sitt verk Systema naturae. Under 1800-talet delade Richard Owen denna grupp i partåiga hovdjur och uddatåiga hovdjur. Vid slutet av 1800-talet var gruppen delad i följande ordningar:
- jordsvin (Tubulidentata)
- hyraxar (Hyracoidea)
- sirendjur (Sirenia)
- elefantdjur (Proboscidea)
- uddatåiga hovdjur (Perissodactyla)
- partåiga hovdjur (Artiodactyla)

Efteråt uppkom flera teorier om hur gruppen skulle vara uppbyggd. Ett möjligt kladogram som även innefattar flera utdöda undergrupper visas här:
```
Ungulata
 |-? Condylarthra (†)
 |-? Tubulidentata (jordsvin)
 |-? Dinocerata (†)
 |-- Altungulata
 |    |-- Uranotheria
 |    |    |-- Embrithopoda (†)
 |    |    |-- Paenungulata
 |    |         |-- Hyracoidea (hyraxar)
 |    |         |-- Tethytheria
 |    |              |-- Sirenia (sirendjur)
 |    |              |-- Behemota
 |    |                   |-- Desmostylia (†)
 |    |                   |-- Proboscidea (elefantdjur)
 |    |
 |    |-- Perissodactyla (uddatåiga hovdjur)
 |
 |-- Paraxonia
      |-- Arctostylopida (†)
      |-- Cetartiodactyla (partåiga hovdjur och 
valar
)
```

Redan tidigt uppkom tvivel om att alla dessa grupper hör tillsammans. Molekylärgenetiska undersökningar av jordsvinet, som är den enda levande medlem i ordningen Tubulidentata, visade att djuret inte har några närmare släktingar bland de levande däggdjuren. Jordsvinets förfäder skilde sig troligtvis för 90 miljoner år från andra däggdjur. Elefantdjur, sirendjur och hyraxar (sammanfattad i djurgruppen Paenungulata) är enligt bruklig forskarmening släkt med varandra men inte med de andra taxa av hovdjuren. Ibland sammanfattas jordsvin och Paenungulata i överordningen Afrotheria. Genetiska forskningar visade att de är släkt med varandra, men fossil saknas.
Etableringen av gruppen Altungulata, som förekommer som taxon i ovanstående kladogram, och som förenar uddatåiga hovdjur och Paenungulata, kritiserades 1997 av Graur, Gouy och Duret. Enligt deras forskningar finns inga molekylärgenetiska överensstämmelser mellan dessa grupper. Dessa forskare påstår däremot att dagens uddatåiga hovdjur och partåiga hovdjur tillsammans utgör en monofyletisk grupp som dessutom är släkt med rovdjuren, men inte med Paenungulata eller jordsvin.
Enligt modern vetenskaplig uppfattning finns inget taxon med namnet hovdjur, i alla fall inte i den historiska versionen. Relationen mellan följande taxa är i stort sett oklar, men att varje för sig är en monofyletisk grupp har fastställts.
- Paenungulata: elefantdjur, sirendjur, hyraxar
- Perissodactyla: uddatåiga hovdjur
- Cetartiodactyla: partåiga hovdjur och valar